# Грін-Форест (Арканзас)
Грін-Форест (англ. Green Forest) — місто (англ. city) в США, в окрузі Керролл штату Арканзас. Населення — 2972 особи (2020).

## Географія
Грін-Форест розташований на висоті 408 метрів над рівнем моря за координатами 36°20′4″ пн. ш. 93°25′41″ зх. д. / 36.33444° пн. ш. 93.42806° зх. д. (36.334389, -93.427969).  За даними Бюро перепису населення США в 2010 році місто мало площу 6,03 км², уся площа — суходіл.

## Демографія
Згідно з переписом 2010 року, у місті мешкала 2761 особа в 983 домогосподарствах у складі 662 родин. Густота населення становила 458 осіб/км².  Було 1115 помешкань (185/км²). 
Расовий склад населення:
| - 78,2 % — білих - 0,9 % — корінних американців - 0,7 % — чорних або афроамериканців - 0,7 % — азіатів - 0,3 % — вихідців з тихоокеанських островів - 16,6 % — осіб інших рас |

До двох чи більше рас належало 2,6 %. Іспаномовні складали 39,0 % від усіх жителів.
За віковим діапазоном населення розподілялося таким чином: 30,3 % — особи молодші 18 років, 59,2 % — особи у віці 18—64 років, 10,5 % — особи у віці 65 років та старші. Медіана віку мешканця становила 31,3 року. На 100 осіб жіночої статі у місті припадало 96,7 чоловіків;  на 100 жінок у віці від 18 років та старших — 93,0 чоловіків також старших 18 років.
Середній дохід на одне домашнє господарство  становив 44 984 долари США (медіана — 37 981), а середній дохід на одну сім'ю — 46 149 доларів (медіана — 38 516). Медіана доходів становила 26 944 долари для чоловіків та 24 077 доларів для жінок. За межею бідності перебувало 29,2 % осіб, у тому числі 44,5 % дітей у віці до 18 років та 17,4 % осіб у віці 65 років та старших.
Цивільне працевлаштоване населення становило 1382 особи. Основні галузі зайнятості: виробництво — 54,1 %, освіта, охорона здоров'я та соціальна допомога — 7,0 %, роздрібна торгівля — 6,8 %.
За даними перепису населення 2000 року в Грін-Форесті мешкало 2717 осіб, 672 родини, налічувалося 964 домашніх господарств і 1046 житлових будинків. Середня густота населення становила близько 461 осіб на один квадратний кілометр. Расовий склад Грін-Фореста за даними перепису розподілився таким чином: 64,3% білих, 0,40% — чорних або афроамериканців, 1,07% — корінних американців, 0,48% — азіатів, 0,37% — вихідців з тихоокеанських островів, 2,76% — представників змішаних рас, 12,37% — інших народів. Іспаномовні склали 33,20% від усіх жителів міста.
З 964 домашніх господарств в 37,4% — виховували дітей віком до 18 років, 51,9% представляли собою подружні пари, які спільно проживали, в 13,1% сімей жінки проживали без чоловіків, 30,2% не мали сімей. 23,2% від загального числа сімей на момент перепису жили самостійно, при цьому 11,2% склали самотні літні люди у віці 65 років та старше. Середній розмір домашнього господарства склав 2,82 особи, а середній розмір родини — 3,27 особи.
Населення міста за віковою діапазону за даними перепису 2000 розподілилося таким чином: 28,6% — жителі молодше 18 років, 12,7% — між 18 і 24 роками, 30,8% — від 25 до 44 років, 15,8% — від 45 до 64 років і 12,1% — у віці 65 років та старше. Середній вік мешканця склав 30 років. На кожні 100 жінок в Грін-Форесті припадало 96,9 чоловіків, у віці від 18 років та старше — 96,0 чоловіків також старше 18 років.
Середній дохід на одне домашнє господарство в місті склав 23 750 доларів США, а середній дохід на одну сім'ю — 26 765 доларів. При цьому чоловіки мали середній дохід в 18 886 доларів США на рік проти 16 686 доларів середньорічного доходу у жінок. Дохід на душу населення в місті склав 10 720 доларів на рік. 16,7% від усього числа сімей в окрузі і 22,1% від усієї чисельності населення перебувало на момент перепису населення за межею бідності, при цьому 23,7% з них були молодші 18 років і 23,5% — у віці 65 років та старше.